# Laura Paredes
Laura Melissa Paredes Meza (* 30. August 1996 in Villa Elisa) ist eine paraguayische Leichtathletin, die sich auf den Speerwurf spezialisiert hat.

## Sportliche Laufbahn
Erste internationale Erfahrungen sammelte Laura Paredes 2013 bei den Panamerikanischen Juniorenmeisterschaften in Medellín, bei denen sie mit einer Weite von 44,16 m den neunten Platz belegte. Anschließend gewann sie bei den Juniorensüdamerikameisterschaften in Resistencia mit einem Wurf auf 47,61 m die Bronzemedaille. Im Jahr darauf nahm sie an den Juniorenweltmeisterschaften in Eugene teil, schied dort aber mit 47,50 m in der Qualifikation aus. Beim Panamerikanischen Sportfestival wurde sie mit 48,80 m Sechste und anschließend gewann sie bei den U23-Südamerikameisterschaften in Montevideo mit 51,19 m die Bronzemedaille. 2015 siegte sie mit 51,44 m bei den Juniorensüdamerikameisterschaften in Cuenca und erreichte bei den Südamerikameisterschaften in Lima mit 50,80 m Rang vier, ehe sie bei den Panamerikanischen Juniorenmeisterschaften in Edmonton mit 50,78 m auf Rang fünf gelangte. Bei den Ibero-Amerikanischen Meisterschaften 2016 in Rio de Janeiro wurde sie mit 52,19 m Sechste und anschließend gewann sie bei den U23-Südamerikameisterschaften in Lima mit 50,91 m die Silbermedaille. 
2017 gewann sie bei den Südamerikameisterschaften im heimischen Luque mit einer Weite von 54,86 m die Bronzemedaille und musste sich dabei der Kolumbianerin Flor Ruíz sowie Laila Ferrer de Silva aus Brasilien geschlagen geben. Anschließend klassierte sie sich bei den Juegos Bolivarianos in Santa Marta mit 52,68 m auf dem vierten Platz. Im Jahr darauf wurde sie bei den Ibero-Amerikanischen Meisterschaften in Trujillo mit einem Wurf auf 52,48 m Vierte und siegte daraufhin bei den U23-Südamerikameisterschaften in Cuenca mit 55,59 m. 2019 nahm sie erstmals an den Panamerikanischen Spielen in Lima teil und belegte dort mit 54,16 m Rang neun. 2020 studierte sie an der University of Oregon und 2022 wurde sie bei den Südamerikaspielen in Asunción mit 49,90 m Fünfte. Im Jahr darauf belegte sie bei den Südamerikameisterschaften in São Paulo mit 51,02 m den achten Platz und gelangte anschließend bei den Panamerikanischen Spielen in Santiago de Chile mit 52,81 m auf Rang zehn.